# قطعنامه ۹۱ شورای امنیت
قطعنامه  ۹۱ شورای امنیت سازمان ملل متحد که در تاریخ ۳۰ مارس ۱۹۵۱ تصویب شد، سندی بین‌المللی دربارهٔ مسئلهٔ هند-پاکستان است. این قطعنامه طی نشست ۵۳۹ام با ۸ موافق، ۰ مخالف و ۳ ممتنع تصویب شد.